# Апрмон (Приморски Алпи)
Апрмон (фр. Aspremont) насеље је и општина у југоисточној Француској у региону Прованса-Алпи-Азурна обала, у департману Приморски Алпи која припада префектури Ница.
По подацима из 2011. године у општини је живело 1.853 становника, а густина насељености је износила 232,52 становника/km². Општина се простире на површини од 9,44 km². Налази се на средњој надморској висини од 530 метара (максималној 855 m, а минималној 100 m).

## Демографија
| 1962. | 1968. | 1975. | 1982. | 1990. | 1999. | 2011. |
| ----- | ----- | ----- | ----- | ----- | ----- | ----- |
| 465   | 698   | 771   | 1.150 | 1.496 | 1.853 | 1.853 |

График промене броја становника у току последњих година